# Селезінка Ярослав
Селезі́нка Яросла́в Миколайович (1 грудня 1887, Янчин, Перемишлянський повіт, Австро-Угорщина — липень 1941, Єрцево, Архангельська обл., РСФСР) — український політик, військовик та вчений-правник. Державний секретар (міністр) уряду ЗУНР, активіст Українського національно-демократичного об’єднання (УНДО), отаман УГА. Зять українського письменника Олекси Бобикевича, племінник Євгена Петрушевича
Жертва сталінського окупаційного режиму.

## Життєпис

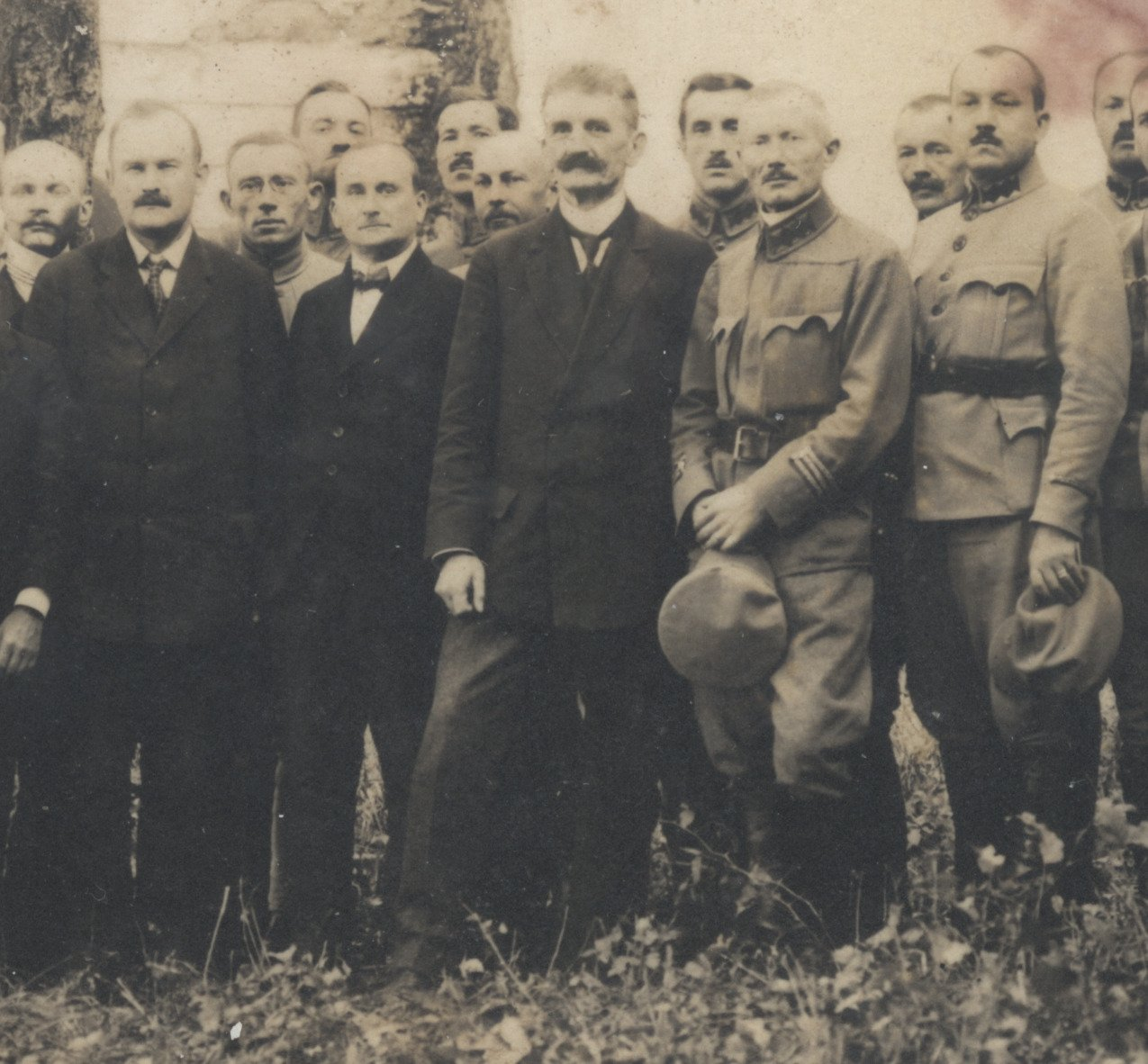
У першому ряді зліва направо: Сидір Голубович, Степан Витвицький, Євген Петрушевич, Стефан Чмелик, Ярослав Селезінка

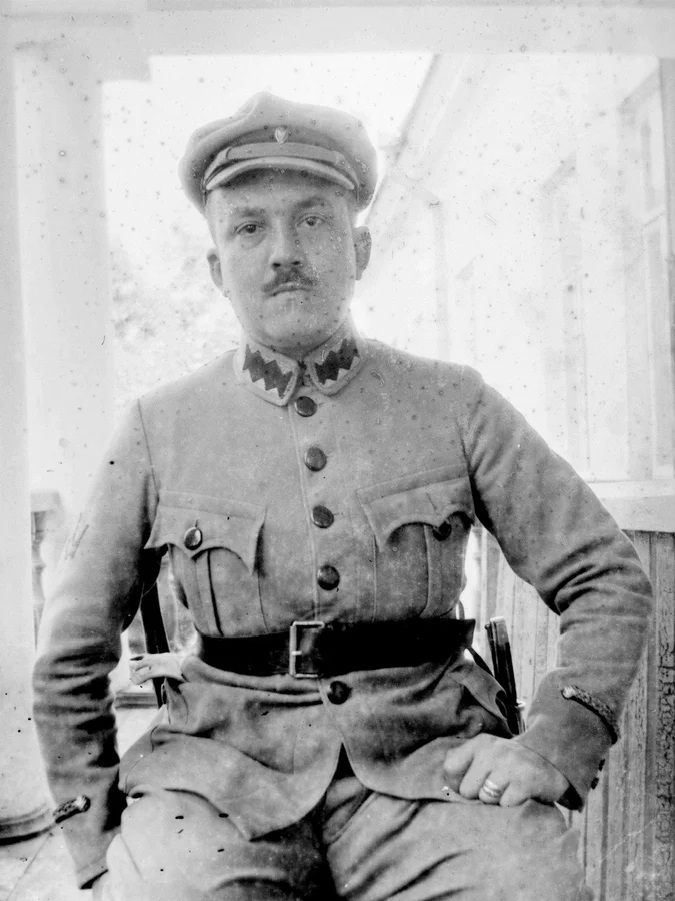
В часі служби у уряді ЗУНР

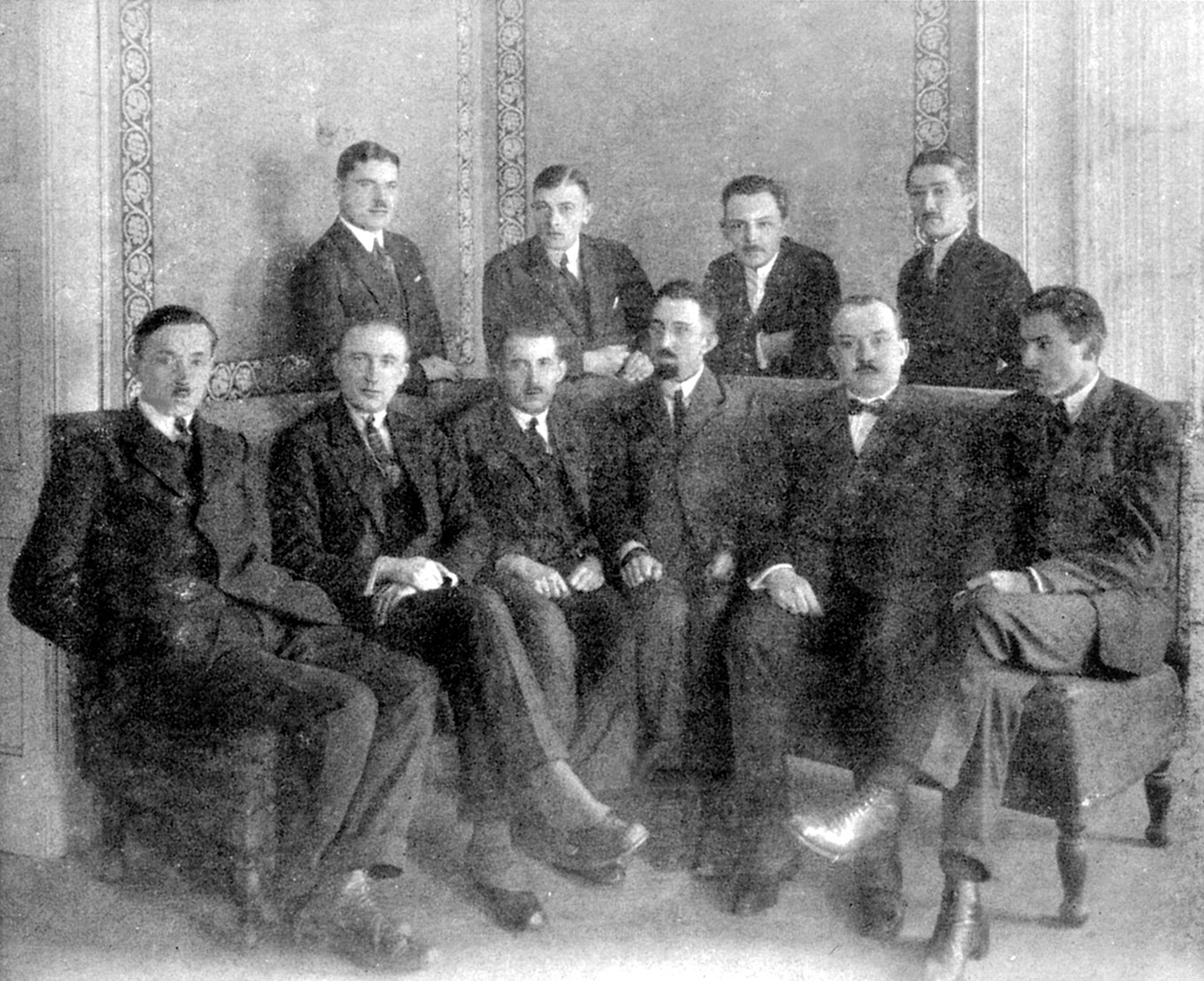
Конференція Начальної Команди УВО. Оліва, березень 1923. Зліва направо сидять: Володимир Бемко, Андрій Мельник, Євген Коновалець, Володимир Целевич, Ярослав Селезінка, Ярослав Індишевський; стоять: Петро Бакович, Юліян Головінський, Осип Рев'юк, Павло Меркун

Батько — парох о. Микола Селезінка, мати — Марія — донька о. Омеляна і Савини з Коцюбів-Петрушевичів.
1905 року закінчив гімназію в Перемишлі. Навчався у Відні на курсах Торговельної академії. Отримав ступінь доктор права.
Після здобуття освіти був покликаний до однорічної служби в австрійській армії, де працював військовим харчовим офіціалом. За службу під час війни нагороджений двома Золотими Хрестами Заслуги.

### Діяльність у ЗУНР
Після розпаду Австро-Угорської імперії Ярослав Селезінка активно долучився до розбудови Української держави. У січні 1919 року він розпочав службу в Стрию як сотник Третього галицького корпусу. Влітку того ж року був призначений референтом інтендантури при Закордонному уряді диктатора ЗУНР Євгена Петрушевича.
Завдяки своїм організаційним здібностям і професійному досвіду 16 грудня 1920 року призначений шефом військової канцелярії при уряді ЗУНР у Відні, одночасно обіймаючи ранг отамана. У цій ролі був також особистим секретарем Президента ЗУНР, що забезпечувало його безпосередню участь у найважливіших державних процесах.
Як державний секретар уряду Західноукраїнської Народної Республіки, Селезінка відігравав ключову роль у налагодженні міжнародних відносин. Його діяльність включала участь у переговорах із представниками уряду Чехословаччини, де він виступав як переконаний прихильник незалежності України та прав українського народу на самовизначення.

### Післявоєнна діяльність
У 1923 році був заарештований польською владою у Стрию, але згодом виправданий і звільнений. Після поразки визвольних змагань повернувся до Галичини, працювати адвокатом у Радехові. Член Українського національно-демократичного об’єднання (УНДО) з 1925 року. У 1927му голова філії товариства «Рідна школа» у Радехові. Очолював Повітовий Комітет УНДО у 1934–1935 роках. Займався організацією просвітницького та сокільського руху, підтримував діяльність українських кооперативів, товариства “Просвіта”.

### Репресії та загибель
4 жовтня 1939 року Ярослав Селезінка був заарештований більшовиками (радянськими органами) напередодні приєднання Західної України до УРСР. Його вивезли до Москви, а згодом перевели до табору в Єрцево, Архангельська область. У липні 1941 року в концтаборі був розстріляний.

### Родина
Дружина — Неоніла Селезінка, громадська діячка; нащадком Ярослава Селезінки є відомий український хірург Микола Селезінка.